# Revolver (musikalbum)
Revolver  är ett musikalbum av den brittiska popgruppen The Beatles. Det kom ut på skivbolaget Parlophone/EMI den 5 augusti 1966.

## Historik och betydelse
Det finns flera versioner av detta album, en för Storbritannien och en för USA. På USA-versionen (utgiven på skivbolaget EMI/Capitol) saknas låtarna "Doctor Robert", "And Your Bird Can Sing" och "I'm Only Sleeping", eftersom de hade givits ut tidigare på ett annat USA-album – The Beatles Yesterday and Today. Detta album innehöll i övrigt låtar som tidigare varit utgivna i Europa men inte i USA eftersom de amerikanska Beatlesskivorna som regel hade färre låtar. Albumet blev mycket omtalat på grund av sitt originalomslag föreställande Beatles som slaktare med köttbitar och barndockor med avhuggna huvuden. Omslaget fick därför snabbt dras in och ersättas med ett annat. Originalomslaget – som även fanns med under det nya omslaget på en del pressningar – är värt mycket pengar. Den amerikanska versionen av "I'm Only Sleeping" skiljer sig något från den europeiska.
Revolver innebar att The Beatles på allvar började utmana idén om vilken typ av musik som kunde anses kommersiell. Med Revolver visar gruppen att de är på väg att helt och hållet lämna sitt gamla pop-/rock-sound bakom sig. Endast ett fåtal låtar på skivan följer det klassiska Beatles-receptet. De stora influenserna på skivan är indisk musik, klassisk musik samt en strävan att göra psykedelisk musik. Även om musiken på skivan till största delen är skapad i samarbete mellan gruppmedlemmarna kan de tre stilarna spåras till var och en av de tre låtskrivarna på skivan. Paul McCartney drogs åt det klassiska hållet, George Harrison intresserade sig för indisk musik och John Lennon för att med hjälp av musik öppna själen och utforska det inre – psykedelisk musik. Vidare tog gruppen den tekniska aspekten av popmusik till en ny nivå med Revolver. Arrangemang med gitarrsolon som spelas upp baklänges, den målande ljudbilden i "Yellow Submarine" samt de många finesserna i "Tomorrow Never Knows" är exempel på detta.
Även mono- och stereoversionerna skiljer sig åt. Slutet på låten "Got to get you into my life" är till exempel helt olika. Även låten "Yellow Submarine" skiljer sig åt.
Låtarna "Eleanor Rigby"/"Yellow Submarine" släpptes samtidigt som singel. Officiellt hade denna singel dubbel A-sida, men det var den mer lättillgängliga låten "Yellow Submarine" som blev en hit. Tidigare hade Beatles under 1966 släppt singeln "Paperback Writer"/"Rain". I slutet av augusti 1966 slutade Beatles turnera, bland annat därför att de nu skapade en musik som inte gick att återge på en scen. Låtarna från Revolver spelades dock aldrig vid scenframträdanden under sommaren 1966.
Omslaget till Revolver är gjort av konstnären och musikern Klaus Voormann, som Beatles lärt känna i Hamburg 1960.
Den 28 oktober 2022 släpptes en nymixad version av Giles Martin, son till den ursprungliga producenten George Martin. Den nya versionen har släppts i skilda utgåvor med olika mycket extramaterial.

## Låtlista
Låtarna skrivna av Lennon/McCartney, där inget annat namn anges.
Brittisk version

### Sida A
| Nr           | Titel                         | Längd |
| ------------ | ----------------------------- | ----- |
| 1.           | Taxman (George Harrison)      | 2:39  |
| 2.           | Eleanor Rigby                 | 2:07  |
| 3.           | I'm Only Sleeping             | 3:01  |
| 4.           | Love You To (George Harrison) | 3:01  |
| 5.           | Here, There and Everywhere    | 2:25  |
| 6.           | Yellow Submarine              | 2:40  |
| 7.           | She Said She Said             | 2:37  |
| Total längd: | Total längd:                  | 18:30 |

### Sida B
| Nr           | Titel                                | Längd |
| ------------ | ------------------------------------ | ----- |
| 1.           | Good Day Sunshine                    | 2:09  |
| 2.           | And Your Bird Can Sing               | 2:01  |
| 3.           | For No One                           | 2:01  |
| 4.           | Doctor Robert                        | 2:15  |
| 5.           | I Want to Tell You (George Harrison) | 2:29  |
| 6.           | Got to Get You into My Life          | 2:30  |
| 7.           | Tomorrow Never Knows                 | 2:57  |
| Total längd: | Total längd:                         | 16:22 |

Amerikansk version

### Sida A
| Nr           | Titel                         | Längd |
| ------------ | ----------------------------- | ----- |
| 1.           | Taxman (George Harrison)      | 2:39  |
| 2.           | Eleanor Rigby                 | 2:07  |
| 3.           | Love You To (George Harrison) | 3:01  |
| 4.           | Here, There and Everywhere    | 2:25  |
| 5.           | Yellow Submarine              | 2:40  |
| 6.           | She Said She Said             | 2:37  |
| Total längd: | Total längd:                  | 15:29 |

### Sida B
| Nr           | Titel                                | Längd |
| ------------ | ------------------------------------ | ----- |
| 1.           | Good Day Sunshine                    | 2:09  |
| 2.           | For No One                           | 2:01  |
| 3.           | I Want to Tell You (George Harrison) | 2:29  |
| 4.           | Got to Get You into My Life          | 2:30  |
| 5.           | Tomorrow Never Knows                 | 2:57  |
| Total längd: | Total längd:                         | 12:06 |

## Listplaceringar
| Lista (1966-1967) | Position            |
| ----------------- | ------------------- |
| Finland           | 1                   |
| Norge             | 14* (VG-lista)      |
| Storbritannien    | 1 (UK Albums Chart) |
| Sverige           | 8* (Kvällstoppen)   |
| USA               | 1 (Billboard 200)   |
| Västtyskland      | 1                   |